# Banco de Zambia
El Banco de Zambia  es el banco central de Zambia.

## Descripción
Se encarga de crear e implementar la política monetaria para mantener la estabilidad económica del país. Se encarga de la promoción de la inclusión financiera y es uno de los principales miembros de la Alianza para la Inclusión Financiera. También es una de las 17 instituciones reguladoras en elaborar compromisos nacionales específicos para la inclusión financiera en virtud de la Declaración Maya, durante el Foro Global de Políticas, celebrada en Riviera Maya, México en 2011.

## Historia
Sus orígenes se remontan al año 1938, fecha en que se crea la Junta Monetaria de Rodesia del Sur con sede en Harare, Zimbabue. Bajo su jurisdicción se incluía Rodesia del Norte, actualmente Zambia, y Nyasalandia, conocida como Malawi hoy en día.
En 1954, la Junta Monetaria de Rodesia del Sur fue renombrada como Junta Monetaria de Rodesia y Nyasalandia, y en 1956, la junta monetaria se transformó en el Banco de Rodesia y Nyasalandia. 
En 1964 se creó el Banco de Zambia a partir del Banco de Rodesia del Norte, creado tan sólo un año antes en 1963 a partir de la sucursal en Lusaka del Banco de Rodesia y Nyasalandia. 
Después de su creación, y tras la aprobación de la Ley del Banco de Zambia en 1965, fue ampliando sus competencias. El banco adquirió una participación en el Banco de Desarrollo de Zambia y el Zambia National Commercial Bank y consideró introducirse en el sector agrícola.
En 1991, el Movimiento por una Democracia Multipartidaria llegó al poder en Zambia, en sustitución del Partido Unido de la Independencia Nacional (UNIP), que gobernó durante 27 años. Entre las prioridades del nuevo fiscal del gobierno se incluyen la liberalización y la privatización, que incluye la industria del cobre de Zambia y Consolidated Copper Mines (ZCCM), la gran empresa que controla la producción de cobre en Zambia.